# 约克公爵剧院
约克公爵剧院（Duke of York's Theatre）是一个西区剧院，位于英国伦敦西敏市圣马丁巷。它于1892年9月10日开幕，名为特拉法加广场剧院（Trafalgar Square Theatre）。业主是歌手弗兰克·怀亚特夫妇。设计者为建筑师Walter Emden。1894年改名为特拉法加剧院（Trafalgar Theatre）。次年又改为现名，以尊敬未来的乔治五世。
该剧院于1960年9月列为II级登录建筑。